# Gøglerskolen
Gøglerskolen er en produktionsskole beliggende i den gamle Elvirasminde chokoladefabrik centralt i Aarhus. Skolen er registreret under navnet: ”Gøglerproduktionsskolen”, men kaldes i daglig tale ”Gøglerskolen” eller ”Gøgleren”. 
Skolen har eksisteret siden 1989 og har udviklet sig til en produktionsskole med 32 ansatte, 9 forskellige linjer og ca. 200 elever i aldersgruppen 15-25 år, de fleste i aldersgruppen 16-18 år. 

## Undervisning på skolen
Gøglerskolen undervisning er delt op i 9 linjer:  
- Dans
- Artist
- Rap
- Medie & Skrivekunst
- Makerspace
- Træ & Design
- Idé og Tekstil
- Cafe
- Butik

Derudover tilbyder Gøglerskolen 9. klasses undervisning og afgangsprøver i dansk, matematik og engelsk ved siden af elevens linje. Som del af gangen på en produktionsskole, får eleverne udbetalt en ugentlig skoleydelse.
Yderligere samarbejder Gøglerskolen med den Kombinerede Ungdomsuddannelse (KUU) om uddannelserne i: ”Håndværk & Design”, ”Kulturpilot” og ”Servicepilot”.

## Gøglerskolens Historie
Gøglerskolen startede i 1989 som et projekt under Aarhus Kommune. Projekter var fra begyndelsen inspireret af den gamle gøglerkultur, forstået som evnen til at leve på egne præmisser og vende svagheder til styrker. Fokusset for undervisning var måder at overleve på, på ikke normalt underviste færdigheder. Dette blev til nøgleordene: kreativitet, komik, leg og krop, der har lagt grund for gøglerskolens virke.
Fra 1993 til 2002 var Gøglerskolen primært en daghøjskole. I samme periode startede Gøglerskolen blandt andet: en professionel cirkusskole i Viby, kontanthjælpsprojektet Carpe Diem, Narre festival, kurser for HK seniorer og hospitalsklovne for kræftpatienter.
I 2002 blev Gøglerskolen en produktionsskole og voksede støt. Det har udviklet sig fra 4 linjer med 35 årselever dengang, til nuværende at have 9 linjer og ca. 200 årselever.
I 2014 startede Gøglerskolen et nært samarbejde med Cirkus Tværs i Gellerup.
Siden 2007 har Gøglerskolen ledet forskellige tiltag i Palæstina og Syrien, heriblandt en cirkusskole i Damaskus.